# Въоръжени сили на Буркина Фасо
Въоръжените сили на Буркина Фасо се състои от Сухопътни войски, Военновъздушни сили, Жандармерия, Национална полиция и Народна милиция. Сухопътните войски разчитат само на пехотни формирования и малобройна артилерия. Буркина Фасо не разполага с танкове. Войниците не са много добре обучени, но в страната има няколко френски военни инструктори. Авиацията се състои предимно от леки транспортни и наблюдателни машини, и един боен вертолет Ми-24.
Сухопътните войски не разполагат с танкове, но на въоръжение са известен брой бронирани коли ЕЕ-9 Каскавел и Панхард.

## Военновъздушни сили
| Самолет                   | Произход       | Тип                  | Варианти           | На въоръжение |
| ------------------------- | -------------- | -------------------- | ------------------ | ------------- |
| Aero Commander            | САЩ            | транспортен          | Rockwell 500       | 1             |
| Aérospatiale Alouette III | Франция        | служебен вертолет    | SA 316B            | 1             |
| Avro 748                  | Великобритания | транспортен          | HS.748             | 2             |
| Beechcraft King Air       | САЩ            | транспортен          | Super King Air 200 | 1             |
| Eurocopter Dauphin        | Франция        | служебен вертолет    | SA 365N            | 2             |
| Eurocopter Ecureuil       | Франция        | служебен вертолет    | AS 350             | 1             |
| Ми-8                      | СССР           | транспортен вертолет | Ми-8 / Ми-17       | 3 / 2         |
| Ми-24                     | Русия          | боен вертолет        |                    | 1             |
| Nord 262                  | Франция        | транспортен          | Ми-35              | 2             |
| Reims 172                 | Франция        | наблюдателен самолет | F172               | 1             |
| Reims 337                 | Франция        | наблюдателен самолет | F337               | 1             |